# 普兰-代朗松站
普兰-代朗松站，是法国的一个铁路车站，位于法国西部德塞夫勒省的普兰-代朗松市镇范围内。

## 位置
普兰-代朗松站位于普兰-代朗松市镇中心的南部。车站大致呈东北-西南走向，东南和西北两侧均可进出站房。

## 设施
普兰-代朗松站是一个无人看守的乘降所，没有站房及雨棚，也没有任何人工售票窗口和自动售票设施，乘客需上车后主动购票或使用通勤卡。车站站内设有一处人行天桥可连接两侧的站台。

## 停靠线路
以下列车线路在普兰-代朗松站停靠：
| 普兰-代朗松站列车线路表 |      |        |        |              |
| 线路                    | 车种 | 上一站 | 下一站 | 大致运行频率 |
| 普瓦捷—拉罗谢尔         | TER  | 尼奥尔 | 莫泽   | 每天往返1班  |
| 1.                      |      |        |        |              |

## 配套交通

### 长途客车
普兰-代朗松站附近暂无图定的长途客车线路。当铁路线罢工或施工时，SNCF可能会提供途径普兰-代朗松站的临时大巴车。

### 市内交通
普兰-代朗松站附近暂无城市公共交通线路。

### 社会车辆
普兰-代朗松站附近有空地，可停靠少量社会车辆。

## 临近车站
| 普兰-代朗松站（Gare de Prin-Deyrançon） |                      |          |
| 上行车站                                | 线路                 | 下行车站 |
| 尼奥尔站                                | 普瓦捷－拉罗谢尔铁路 | 莫泽站   |
| - 本表仅显示运营中的线路及车站          |                      |          |